# Aedes clelandi
Aedes clelandi är en tvåvingeart som först beskrevs av Taylor 1914.  Aedes clelandi ingår i släktet Aedes och familjen stickmyggor. Inga underarter finns listade i Catalogue of Life.